# Asperula pubescens
Asperula pubescens là một loài thực vật có hoa trong họ Thiến thảo. Loài này được (Willd.) Ehrend. & Schönb.-Tem. mô tả khoa học đầu tiên năm 1991.